# Solingen trolibuszvonal-hálózata
Solingen trolibuszvonal-hálózata egy 7 vonalból álló trolibusz-hálózat Németországban, Solingenben. A hálózat 56,6 km hosszúságú, 600 V egyenáramú feszültségről üzemel. Az üzem 1952. június 19-én indult meg. Egyike Németország három megmaradt trolibuszhálózatának.
Üzemeltetője a Stadtwerke Solingen.

## Vonalak
| Járat | Útvonal | Menetidő (percben) | Megállók száma |
| ----- | --- | ------------------ | -------------- |
| 681   | Hauptbahnhof – Merscheid – Graf-Wilhelm-Platz – Bahnhof Mitte – Hästen                                                                                | 36                 | 28 / 27        |
| 682   | Hauptbahnhof – Wald – Central – Graf-Wilhelm-Platz – Grünewald – Höhscheid-Brockenberg                                                                | 45 / 43            | 32             |
| 683   | Wuppertal-Vohwinkel Bahnhof – Wuppertal-Vohwinkel Schwebebahn – Gräfrath – Central – Graf-Wilhelm-Platz – Bahnhof Mitte – Krahenhöhe – Burger Bahnhof | 47 / 46            | 36 / 35        |
| 684   | Schule Widdert – Vockert – Wittenberg – Bahnhof Mitte P&R – Graf-Wilhelm-Platz – Hasselstraße                                                         | 27 / 28            | 22             |
| 685   | Aufderhöhe – Schmalzgrube – Klingenhalle – Graf-Wilhelm-Platz                                                                                         | 33 / 34            | 24 / 23        |
| 686   | Graf-Wilhelm-Platz – Mangenberg – Kotten – Schmalzgrube – Aufderhöhe                                                                                  | 40 / 39            | 29             |
| 695   | Gräfrath Abteiweg – Graf-Wilhelm-Platz – Bahnhof Mitte – Meigen                                                                                       | 40 / 33            | 29 / 24        |

## Érdekességek

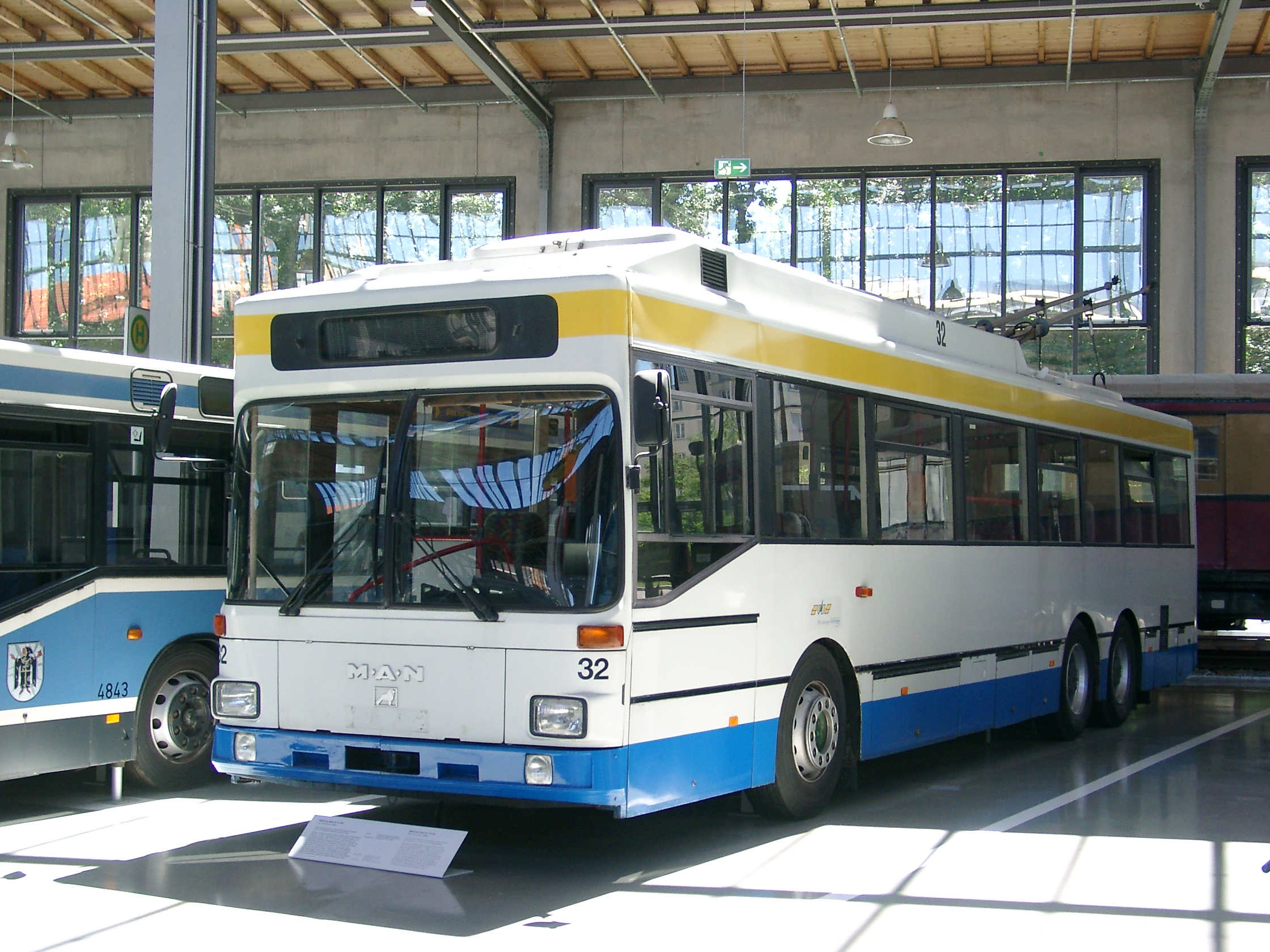
Solingeni trolibusz a müncheni Verkehrszentrum-ban kiállítva

A solingeni trolibuszvonal-hálózat egyik járműve megtekinthető a müncheni Verkehrszentrum-ban. Bár ez a típus nem közlekedett itt, ebben a városban, mégis az egyetlen látható trolibusz a bajor fővárosban.